# Scout Niblett
Emma Louise Niblett, mer känd under artistnamnet Scout Niblett, född 29 september 1973, är en brittisk sångerska från Nottingham i England. Hennes musik är vanligen minimalistisk och många av hennes låtar består bara av hennes sång och hon själv på trummor eller gitarr.
Scout Niblett jämförs ofta med Cat Power och PJ Harvey och är omtalad för sina intima uppträdanden och sina blonda peruker.

## Diskografi
Studioalbum
- Sweet Heart Fever (Secretly Canadian, 2001)
- I Am (Secretly Canadian, 2003)
- Kidnapped by Neptune (Too Pure, 2005)
- This Fool Can Die Now (Too Pure, 2007)
- The Calcination of Scout Niblett (Drag City, 2010)
- It's Up to Emma (Drag City, 2013)

EP
- I Conjure Series EP (2003)

Singlar
- "Lioness" / "Miss My Lion" (delad 7" med Songs: Ohia) (2001)
- "Shining Burning"/"Whoever You Are Now" (2002)
- "I'll Be A Prince" (2003)
- "Drummerboy" / "Blossom" (2003)
- "Uptown Top Ranking" (2004)
- "Kidnapped by Neptune" (2005)
- "Scout Niblett" (2005)
- "Just Do It" / "Dinosaur Egg" (2007)
- "Kiss" (2007)
- "It´s Time My Beloved" (2009)
- "The Calcination of Scout Niblett" (2010)
- "No More Nasty Scrubs" (2013)